# Водянська сільська рада (Шполянський район)
Водя́нська сільська́ ра́да — адміністративно-територіальна одиниця та орган місцевого самоврядування у Шполянському районі Черкаської області. Адміністративний центр — село Водяне.

## Загальні відомості
- Населення ради: 996 осіб (станом на 2001 рік)

## Населені пункти
Сільській раді були підпорядковані населені пункти:
- с. Водяне

## Склад ради
Рада складалася з 14 депутатів та голови.
- Голова ради: Кирченко Наталія Петрівна
- Секретар ради: Сірман Лариса Володимирівна

### Керівний склад попередніх скликань
| Прізвище, ім'я, по батькові | Основні відомості                                                         | Дата обрання | Дата звільнення |
| --------------------------- | ------------------------------------------------------------------------- | ------------ | --------------- |
| Кирченко Наталія Петрівна   | Сільський голова, 1964 року народження, освіта вища, член Народної партії | 26.03.2006   | 31.10.2010      |
| Кирченко Наталія Петрівна   | Сільський голова, 1964 року народження, освіта вища, член Партії регіонів | 31.10.2010   |                 |

Примітка: таблиця складена за даними сайту Верховної Ради України

### Депутати
За результатами місцевих виборів 2010 року депутатами ради стали:

#### За суб'єктами висування
| Суб'єкт висування | Кількість обраних депутатів | %    |
| ----------------- | --------------------------- | ---- |
| Партія регіонів   | 8                           | 57,1 |
| Самовисування     | 6                           | 42,9 |

#### За округами
| № округу        | Прізвище, ім'я, по батькові   | Дата визнання обраним | Освіта             | Партійна приналежність                        | Відомості про обраного депутата               |
| --------------- | ----------------------------- | --------------------- | ------------------ | --------------------------------------------- | --------------------------------------------- |
| Партія регіонів |                               |                       |                    |                                               |                                               |
| 2               | Боровик Марина Олександрівна  | 15.11.2010            | середня            | член Партії регіонів                          | Сільський Будинок культури, художній керівник |
| 4               | Загородня Оксана Іванівна     | 04.11.2010            | середня спеціальна | член Партії регіонів                          | СБК, директор                                 |
| 6               | Сірман Лариса Володимирівна   | 04.11.2010            | вища               | член Партії регіонів                          | Водянський НВК, вчитель                       |
| 7               | Чумаченко Володимир Петрович  | 04.11.2010            | середня спеціальна | член Партії регіонів                          | Водянський НВК, завгосп                       |
| 8               | Чумаченко Світлана Петрівна   | 04.11.2010            | середня спеціальна | член Партії регіонів                          | Водянський НВК, кухар                         |
| 10              | Коцюба Валентина Миколаївна   | 04.11.2010            | середня спеціальна | член Партії регіонів                          | Водянський НВК, тех.. працівник               |
| 11              | Лісовенко Світлана Борисівна  | 04.11.2010            | середня            | член Партії регіонів                          | Водянська сільська рада, землевпорядник       |
| 12              | Селівашко Клавдія Анатоліївна | 04.11.2010            | середня спеціальна | член Партії регіонів                          | Водянська лікарська амбулаторія, лаборант     |
| Самовисування   |                               |                       |                    |                                               |                                               |
| 1               | Сташенко Сергій Станіславович | 04.11.2010            | вища               | позапартійний                                 | Шполатехагро, начальник дільниці              |
| 3               | Борсукова Надія Миколаївна    | 04.11.2010            | середня            | позапартійна                                  | Водянська аптека, техпрацівник                |
| 5               | Іщенко Олена Миколаївна       | 04.11.2010            | середня            | член Всеукраїнського об'єднання «Батьківщина» | тимчасово не працює                           |
| 9               | Рудь Сергій Павлович          | 04.11.2010            | середня            | позапартійний                                 | Шполатехагро, слюсар                          |
| 13              | Снігур Сергій Борисович       | 04.11.2010            | середня спеціальна | позапартійний                                 | тимчасово не працює                           |
| 14              | Гриценко Микола Гаврилович    | 04.11.2010            | вища               | позапартійний                                 | СТОВУро2ай, агроном                           |